# Bradley McGee
Bradley McGee   (Sydney, 24 de febrer de 1976) és un exciclista australià que fou professional entre 1998 i 2008. Va combinar tant el ciclisme en ruta com la pista, concretament la persecució.
Del seu palmarès en pista destaquen les cinc medalles en tres Jocs Olímpics, una d'elles d'or. També ha guanyat diverses medalles als Campionats del Món de Ciclisme en pista.
En ruta cal destacar les victòries d'etapa al Tour de França i al Giro d'Itàlia. Ha estat el primer australià a portar el mallot de líder a les 3 grans voltes.
El 2005 se li concedí l'Orde d'Austràlia.
El seu germà Rodney també fou ciclista.

## Palmarès en pista
- 1993
  -  Campió del món júnior en Persecució
- 1994
  -  Campió del món júnior en Persecució
  -  Campió del món júnior en Persecució per equips (amb Ian Christison, Grigg Homan i Luke Roberts)
  - Medalla d'or als Jocs de la Commonwealth en Persecució
  - Medalla d'or als Jocs de la Commonwealth en Persecució per equips
  -  Campió d'Austràlia en Scratch
- 1995
  -  Campió del món de Persecució per equips (amb Stuart O'Grady, Timothy O'Shannessey i Rodney McGee)
  -  Campió d'Austràlia en Persecució
  -  Campió d'Austràlia en Persecució per equips
- 1996
  -  Medalla de bronze als Jocs Olímpics d'Atlanta en Persecució individual
  -  Medalla de bronze als Jocs Olímpics d'Atlanta en Persecució per equips (amb Brett Aitken, Stuart O'Grady, Timothy O'Shannessey i Dean Woods)
- 1997
  -  Campió d'Austràlia en Persecució
  -  Campió d'Austràlia en Persecució per equips
- 1998
  - Medalla d'or als Jocs de la Commonwealth en Persecució
  - Medalla d'or als Jocs de la Commonwealth en Persecució per equips
- 2000
  -  Medalla de bronze als Jocs Olímpics de Sydney en Persecució individual
- 2002
  -  Campió del món de Persecució
  - Medalla d'or als Jocs de la Commonwealth en Persecució
- 2004
  -  Medalla d'or als Jocs Olímpics d'Atenes en Persecució per equips (amb Graeme Brown, Brett Lancaster, Luke Roberts, Peter Dawson i Stephen Wooldridge)
  -  Medalla de plata als Jocs Olímpics d'Atenes en Persecució individual

### Resultats a laCopa del Món
- 1997
  - 1r a Quartu Sant'Elena, en Persecució
- 2004
  - 1r a Manchester, en Persecució
- 2007-2008
  - 1r a Los Angeles, en Persecució per equips

## Palmarès en ruta
- 1999
  - Vencedor d'una etapa al Tour de Normandia
  - Vencedor de 2 etapes al Tour de l'Avenir
- 2000
  - Vencedor d'una etapa al Herald Sun Tour
- 2001
  - Vencedor d'una etapa al Gran Premi del Midi Libre
  - Vencedor d'una etapa al Ruta del Sud
- 2002
  - Vencedor d'una etapa al Tour de França
  - Vencedor d'una etapa al Critèrium del Dauphiné Libéré
- 2003
  - Vencedor d'una etapa al Tour de França
  - Vencedor d'una etapa a la Volta a Suïssa
  - Vencedor d'una etapa a la Volta als Països Baixos
- 2004
  - Vencedor d'una etapa al Giro d'Itàlia
  - 1r a la Ruta del Sud i vencedor d'una etapa
  - Vencedor d'una etapa al Tour de Romandia
- 2005
  - 1r al Gran Premi de Villers-Cotterêts
  - Vencedor d'una etapa a la Volta a Suïssa

### Resultats al Tour de França
- 2001. 83è de la classificació general
- 2002. 109è de la classificació general i vencedor d'una etapa
- 2003. 133è de la classificació general i vencedor d'una etapa. Porta el mallot groc durant 5 etapes
- 2004. Abandona (5a etapa)
- 2005. 105è de la classificació general

### Resultats al Giro d'Itàlia
- 2000. 127è de la classificació general
- 2004. 8è de la classificació general i vencedor d'una etapa. Porta la maglia rosa durant 2 etapes
- 2006. Abandona (10a etapa)
- 2008. Abandona (3a etapa)

### Resultats a la Volta a Espanya
- 2005. Abandona (12a etapa). Porta el mallot or durant 4 etapes
- 2007. Abandona (9a etapa)